# Zahnaufhellung

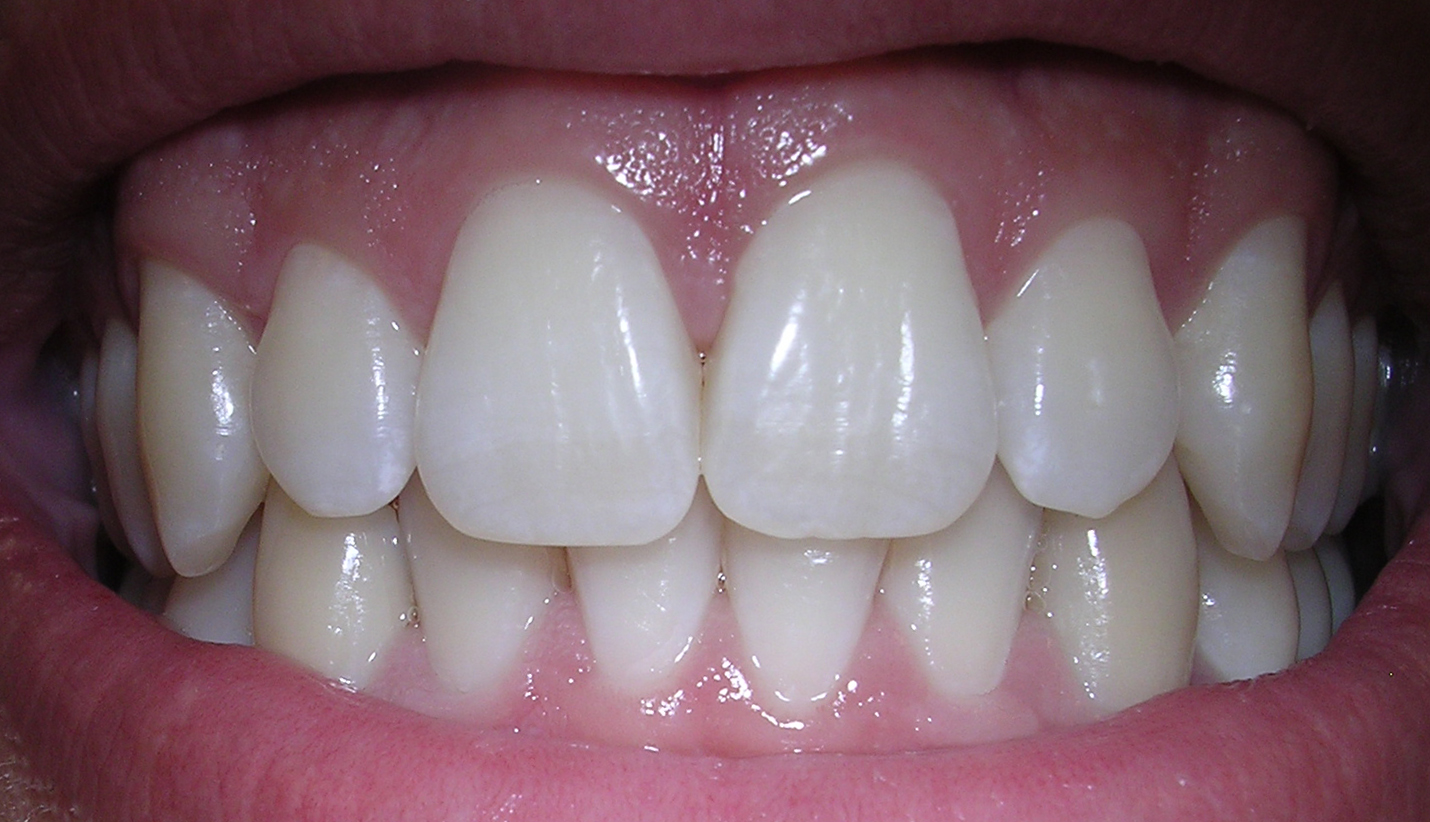
Gebleichtes Gebiss

Die Zahnaufhellung oder das Bleaching (von englisch to bleach ‚bleichen‘) ist eine Methode, um menschliche Zähne aus kosmetischen oder ästhetischen Gründen aufzuhellen.

## Geschichte
Es hat in den wohlhabenden Schichten seit Jahrhunderten Versuche gegeben, Zähne aufzuhellen. Dabei wurden bis in die Gegenwart oft Mittel eingesetzt, die ohne Wirkung blieben, die Zähne schädigten oder wenig praktikabel waren (Urin von Mensch und Tier, Säuren, verschiedene andere Chemikalien). Heute können Zähne wirkungsvoll, praktikabel und substanzschonend aufgehellt werden. Die meisten Studien zeigen: Vorausgesetzt, es werden pH-neutrale Präparate eingesetzt und sachgemäß angewendet, sind bei Zahnaufhellung keine Zahnschäden zu befürchten, und Nebenwirkungen halten sich in Grenzen.

## Rechtliche Rahmenbedingungen
Mittel zum Zähnebleichen im Sinne eines Kosmetikprodukts dürfen maximal 0,1 % Wasserstoffperoxid enthalten. Kosmetikprodukte mit einer Wasserstoffperoxid-Konzentration (gebunden oder freigesetzt) zwischen 0,1 % bis 6 % dürfen nur durch Fachpersonal wie Dentalhygieniker oder Zahnärzten angewandt werden. Die Abgabe hat in jedem Fall durch einen Zahnarzt zu erfolgen. Alternative Inhaltsstoffe für die Zahnaufhellung wie Peroxycarbonsäuren sind durch die NeEU-Kosmetik-Verordnung nicht reglementiert.
Bleaching-Produkte mit einer Wasserstoffperoxid-Konzentration von >6 % wurden unter der Medizinprodukterichtlinie (Medical Device Directive, MDD) als Medizinprodukte gehandhabt. Mit dem Inkrafttreten der EU-Medizinprodukte-Verordnung (Medical Device Regulation, MDR) wurde der Anwendungsbereich jedoch wesentlich erweitert und alle ausgestellten Zertifikate nach der alten Gesetzgebung, der MDD, liefen im Mai 2024 ab. Es besteht die Möglichkeit einer Verlängerung bis Mai 2028, wenn ein Antrag nach der neuen Gesetzgebung gestellt und von den Zertifizierungsstellen angenommen wird. Da das Borderline Manual Bleaching keinen medizinischen Nutzen zuschreibt, ist es nicht möglich, eine Verlängerungsfrist für Bleaching-Produkte in Anspruch zu nehmen. Es wird eine Übergangsphase geben, in der Produkte mit einer Wasserstoffperoxid-Konzentration von >6 % noch auf dem Markt sein werden, da die Produkte bis zu ihrem Ablaufdatum verwendet werden dürfen. Danach wird es nur noch Kosmetikprodukte mit einer Wasserstoffperoxid-Konzentration von <6 % geben.

## Gründe für die Zahnaufhellung
Man unterscheidet zwischen bleichenden Maßnahmen, die aus medizinischen Gründen durchgeführt werden (zu denen auch die Zahnästhetik gehört) und kosmetischen Verbesserungen.

### Bleaching aus medizinischer Indikation
Medizinisch indiziert kann ein Bleaching von Zähnen sein, die durch Zahnschmelzdefekte ein unnatürliches Aussehen haben. Ebenso kann eine Zahnaufhellung von wurzelkanalbehandelten Zähnen indiziert sein, die sich dunkel verfärbt haben. Farbgebende Stoffe können in den Zahnschmelz und das Dentin eingelagert worden sein, was durch ein Bleaching verbessert werden soll. Eine medizinische Notwendigkeit ist möglicherweise aus psychologischen Gründen gegeben: Zahnverfärbungen können belastend wirken.

### Kosmetisches Bleaching

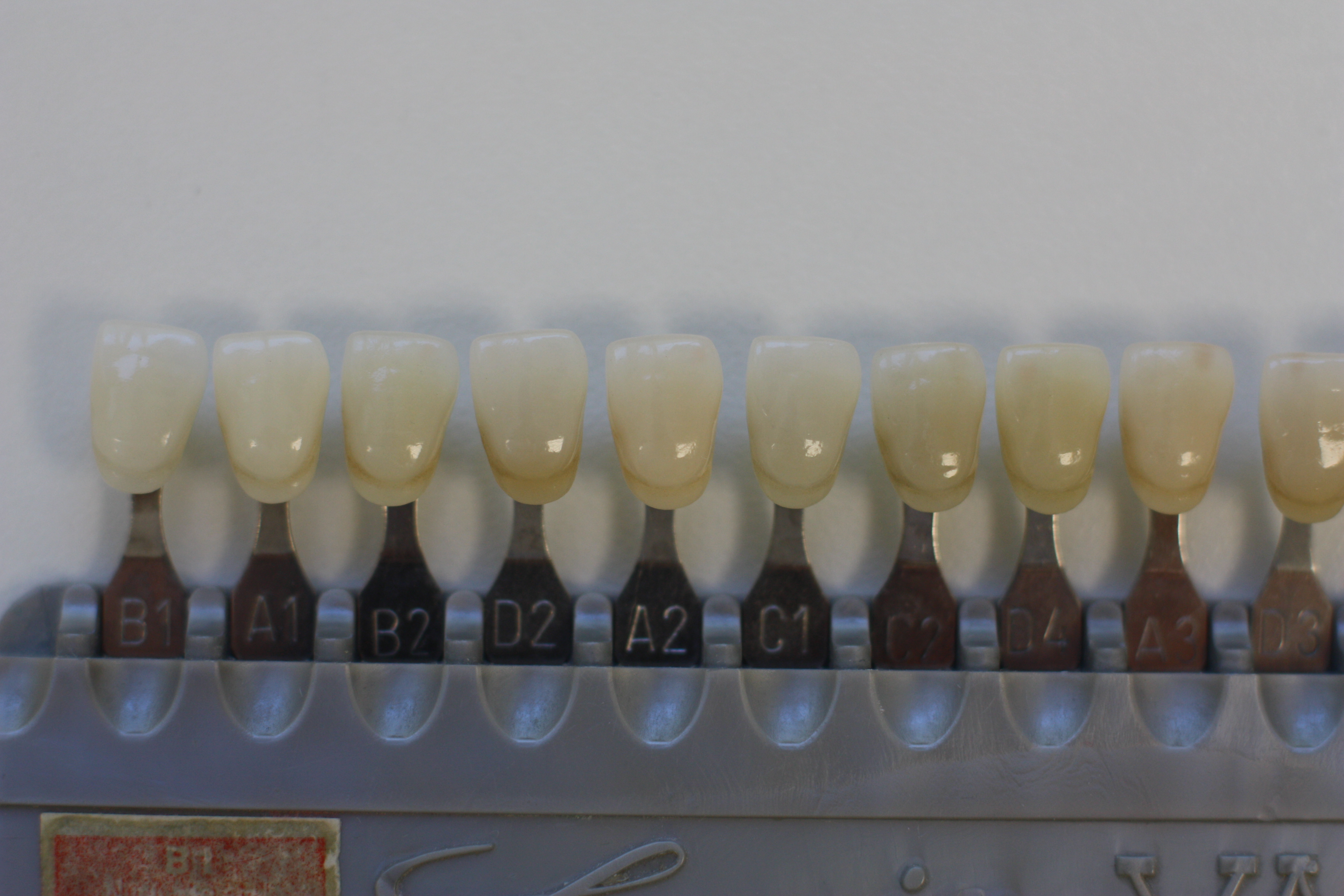
Farbskala der Zähne

Wie bei den meisten kosmetischen Eingriffen ist für die Patienten das aktuelle Schönheitsideal beziehungsweise „Abweichungen“ davon motivierend. Kosmetisches Bleaching wird zur Aufhellung einer natürlichen, aber dunkleren Zahnfarbe angewandt. In Deutschland sind Leistungen, die ohne therapeutische Zielsetzung erbracht werden im Gegensatz zu Heilbehandlungen umsatzsteuerpflichtig. Die Umsatzsteuer muss bei diesen Leistungen im Rahmen der Rechnungslegung gegenüber dem Patienten ausgewiesen werden, sofern nicht die Ausnahme der Besteuerung als Kleinunternehmer nach § 19 UStG in Betracht kommt.

## Ursachen von Zahnverfärbungen
Zahnverfärbungen können von außen entstehen, indem färbende Lebens- und Genussmittel wie alkoholische Getränke, Tee, Tabakrauch, Kaffee, Rotwein, Fruchtsäfte etc. in den Zahn eindringen. Oder sie entstehen von innen durch die Auswirkung von Medikamenten, infolge von Unfällen, Karies, Absterben des Zahnmarks, Mangelernährung usw.
Seit einigen Jahren ist bekannt, dass es zu Schäden des Zahnschmelzes (und des Zahnfleisches) kommen kann, wenn die Zähne sofort nach der Aufnahme von säurehaltigen Nahrungsmitteln (z. B. von Saft oder Nektar, von Früchten wie z. B. Bananen, Ananas, Orangen usw.) geputzt werden. Daher soll der Mund nach dem Genuss dieser Speisen zunächst nur mit sauberem Wasser ausgespült und mit einer Zahnreinigung einige Stunden abgewartet werden, damit sich die Zähne wieder remineralisieren können.

## Abgrenzung zu Zahnbelägen
Zahnverfärbungen unterscheiden sich von Belägen dadurch, dass farbgebende Stoffe unterhalb der Zahnoberfläche in den Zahnschmelz und das Dentin eingelagert worden sind. Eine äußere Zahnreinigung kann diese Farbstoffe nicht mehr erreichen.

## Durchführung
Vor einer Aufhellungsbehandlung hat eine zahnärztliche Überprüfung der Zähne auf Zahn- oder Zahnfleisch-Schäden zu erfolgen. Ferner ist eine professionelle Zahnreinigung (PZR) angezeigt, da einerseits nur bei einem belagfreien Zahn die tatsächliche Zahnfarbe zu beurteilen ist und andererseits die Bleichmittel besser auf die Zahnsubstanzen einwirken können.

### Aufklärungspflicht
Das Bleaching erfordert gemäß § 630e BGB die Erfüllung der medizinischen Aufklärungspflicht.

„Der Behandelnde ist verpflichtet, den Patienten über sämtliche für die Einwilligung wesentlichen Umstände aufzuklären. Dazu gehören insbesondere Art, Umfang, Durchführung, zu erwartende Folgen und Risiken der Maßnahme sowie ihre Notwendigkeit, Dringlichkeit, Eignung und Erfolgsaussichten im Hinblick auf die Diagnose oder die Therapie. Bei der Aufklärung ist auch auf Alternativen zur Maßnahme hinzuweisen, wenn mehrere medizinisch gleichermaßen indizierte und übliche Methoden zu wesentlich unterschiedlichen Belastungen, Risiken oder Heilungschancen führen können.“

Die Aufklärung hat mündlich, persönlich und rechtzeitig vor einem Eingriff zu erfolgen, damit der Patient über seine Entscheidung ausreichend nachdenken kann. Hierzu gehört bezüglich des Bleachings die Aufklärung über möglicherweise notwendig werdende Wiederholungen oder über mögliche Farbabweichungen, insbesondere zu Zahnersatz und Zahnfüllungen.

## Methoden
Zur Zahnaufhellung kommen in der Regel Präparate zum Einsatz, welche Wasserstoffperoxid (H2O2) (z. B. in der Form von Carbamidperoxid, beziehungsweise Harnstoffperoxid) oder Peroxycarbonsäuren enthalten. Beide Stoffgruppen können in den Zahn eindringen. Diese sind in der Lage, Farbstoffe im Zahn chemisch so zu verändern, dass sie nicht mehr farblich in Erscheinung treten. Natriumperborat kommt hingegen nur beim Aufhellen wurzelbehandelter Zähne zum Einsatz. Zahnaufhellungsmittel sollten einen neutralen pH-Wert haben, damit sie die Zähne nicht aufrauen und so einer erneuten Verfärbung Vorschub leisten. Verschiedene Methoden kommen zur Anwendung:

### Aufhellen mit individuell gefertigten Zahnschienen („Home Bleaching“)

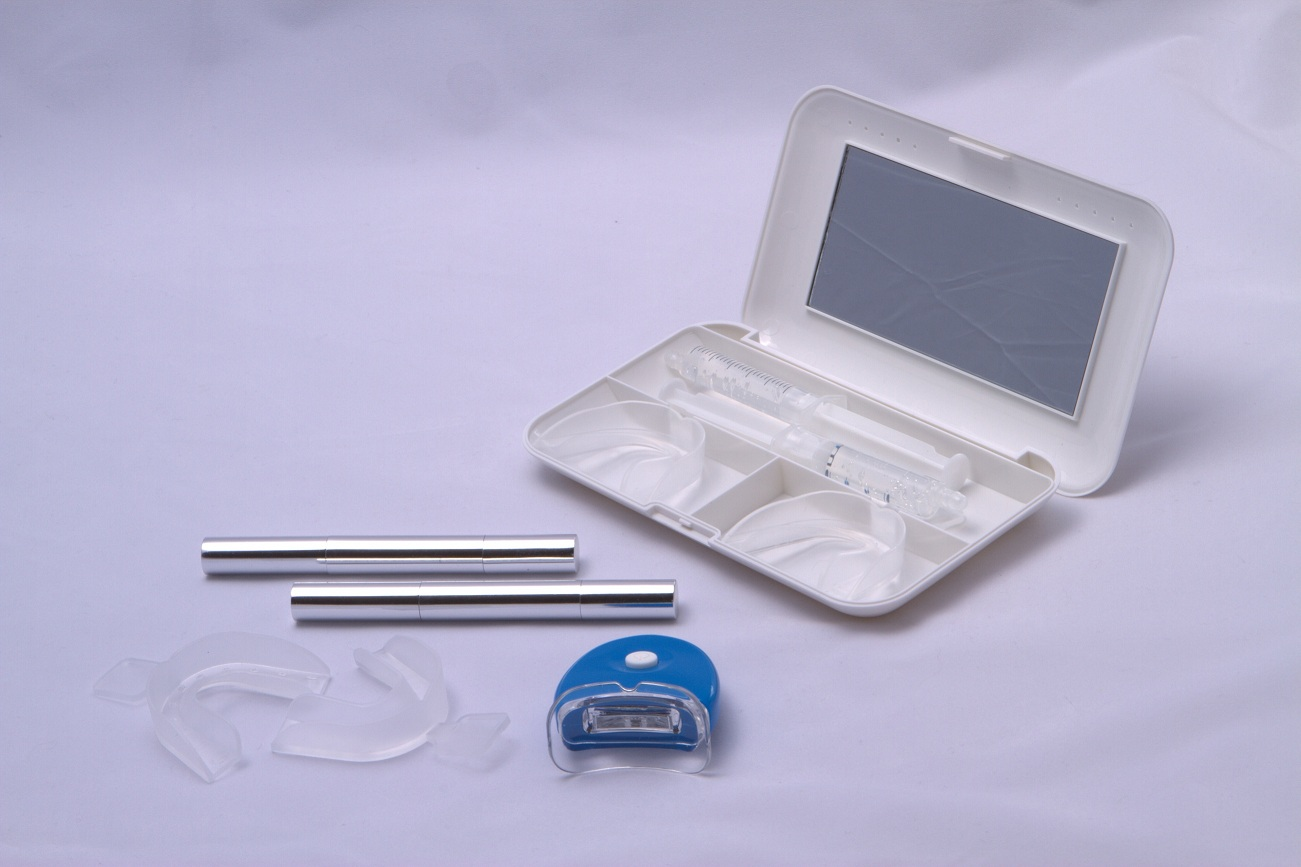
Set für häusliches Bleaching

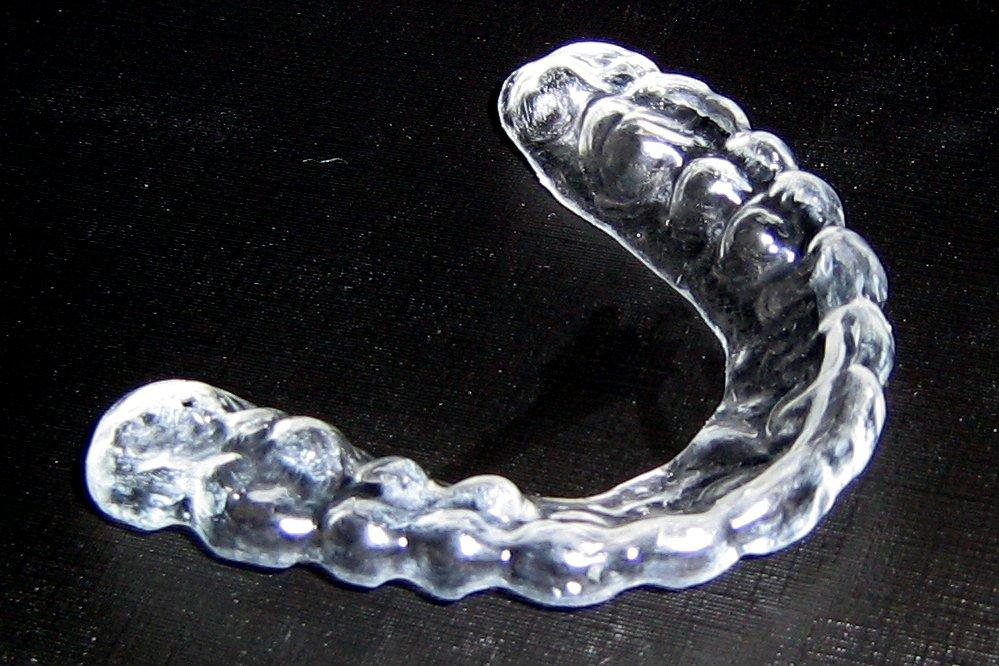
Tiefgezogene Kunststoffschiene

Hierbei wird für den Patienten – nach Abformung der Zähne und Modellherstellung – durch die Zahnarztpraxis beziehungsweise deren Labor eine passgenaue Kunststoffschiene tiefgezogen und ausgeschnitten, welche die Zähne überdeckt. Zur Zahnaufhellung wird diese Schiene mit peroxidhaltigem Aufhellungsgel befüllt. Das Home Bleaching Gel besitzt in der Regel eine Konzentration von 10 bis 20 Prozent Peroxid. Je nach Konzentration und individueller Ausgangssituation trägt der Patient diese Schienen zwischen einer und acht Stunden bzw. über Nacht. Bei „Altersverfärbungen“ genügen oft fünf bis sieben Behandlungen, bei hartnäckigeren Verfärbungen, z. B. durch Tetracycline sind oft 15 oder mehr Behandlungen nötig. Das Home Bleaching ist vor allem angezeigt, wenn der gesamte Zahnbogen aufgehellt werden soll.

### Aufhellen durch direktes Auftragen („Power Bleaching“ oder auch „In-Office-Bleaching“)
Beim In-Office-Bleaching werden Präparate höherer Konzentration in der Zahnarztpraxis eingesetzt. Zur Vorbereitung wird das Zahnfleisch mit einem gummiartigen Überzug, dem Kofferdam, oder einem fließfähigen Material (gewöhnlich auf Kompositbasis) geschützt. Das gelförmige Aufhellungsmittel wird vom Behandler direkt auf die aufzuhellenden Zähne gebracht und wirkt dort ein. Mitunter wird durch eine Lichtbestrahlung mit Bleaching-Lampen oder mithilfe eines Diodenlasers die Wirkung intensiviert. Letzteres erfolgt bei Bleaching-Gelen, welche durch die Einwirkung von kurzwelligem Licht (Cyan/Blau oder UV-Licht) chemisch aktiviert werden. Nach 15–45 Minuten wird das Gel entfernt. Ist die Aufhellung noch nicht ausreichend, kann das Verfahren wiederholt werden. In der Regel sind bei einer erstmaligen Zahnaufhellung bis zu vier Behandlungen nötig, um ein dauerhaftes Ergebnis (ein Jahr und länger) zu erreichen. Das Power Bleaching wird meist gewählt, wenn es um die Aufhellung einzelner vitaler (lebender) Zähne geht oder wenn das Bleichen beschleunigt werden soll.

### Aufhellen durch Einlagen im Zahn („Walking-Bleach-Technik“)
Ist ein einzelner, devitaler (abgestorbener) Zahn aufzuhellen, so kann dies ergänzend mit einer Einlage in den Zahn geschehen. Die Krone des Zahnes wird dazu geöffnet. Durch die vorangegangene Wurzelkanalbehandlung ist diese bereits aufgebohrt worden. Ein geeignetes Mittel wird in das Pulpencavum eingebracht, das früher das Zahnmark (pulpa dentis) ausgefüllt hat. Der Zahn wird anschließend provisorisch verschlossen und das Aufhellungsmittel für einen oder mehrere Tage im Zahn belassen. Nach Entfernung des Aufhellungsmittels wird die Öffnung erneut gefüllt. Es dauert einige Tage, bis das Peroxid vom Zahninneren durch den Zahnschmelz diffundiert ist. Die Aufhellung erfolgt daher zeitverzögert. Sofern die erreichte Zahnfarbe nicht dem Wunschergebnis entspricht, kann die Methode wiederholt werden.

## Wirkung der Aufhellungsmittel auf Zahnfüllungen, Kronen, Brücken
Die Farbe von Zahnfüllungen sowie Verblendungen von Zahnkronen und Brücken werden durch eine Zahnaufhellung nicht verändert. Daher kann es sein, dass diese im sichtbaren Bereich nach der Zahnaufhellung erneuert werden müssen. Eine schwerwiegende, weil kostenträchtige Entscheidung, über deren Tragweite sich der Patient bewusst sein muss, zumal keine Aufhellung von Dauer ist und erneut Farbunterschiede zwischen den natürlichen Zähnen und dem Zahnersatz auftreten können. Der Zahnarzt muss den Patienten hierüber aufklären. Eine professionelle Zahnaufhellung vor der Neueingliederung von Zahnersatz bringt dieselbe Problematik mit sich. Auch in diesen Fällen muss der Patient darüber aufgeklärt werden, dass künftig von Zeit zu Zeit Zahnaufhellungen durchgeführt werden müssen, um Farbunterschiede zu vermeiden.

## Nebenwirkungen
Die Nebenwirkungen sind abhängig vom Einsatz der jeweiligen Stoffgruppen, da diese unterschiedliche chemische Reaktionen im Zahn auslösen, um den Aufhellungseffekt zu erzielen.

### Generelle Nebenwirkungen
- Die Aktivierung von Bleichmitteln durch Wärme, Licht oder Laser wird weiter kontrovers diskutiert, und Zahnärzte sollten weiterhin die Evidenzdaten für diese Verfahren prüfen, da sie das Pulpagewebe schädigen können.

- Haben die verwendeten Zahnaufhellungsmittel einen pH-Wert ≤ 7,0, können die Zahnsubstanzen durch das Bleaching oberflächlich aufgeraut werden. Es werden deshalb Zahnaufhellungsmaterialien im pH-neutralen Bereich angewendet.[7]
- Während der Bleachingbehandlung werden die Farbpigmente im Zahnschmelz durch Oxidation verändert, was die Aufhellung bewirkt. In zahlreichen Studien wurde geprüft, ob aufgehellte Zähne rauer, spröder oder kariesanfälliger sind. Die meisten Studien belegen die Unschädlichkeit der Aufhellungsbehandlung, wenn sie sachgerecht durchgeführt wurde. Mit Präparaten, die Fluorid und Kaliumnitrat enthalten, wurde ein kariesschützender Effekt festgestellt.
- Gelangt das Bleichmittel auf die Schleimhaut, so besteht die Gefahr von Schleimhautirritationen.
- Es wird geschätzt, dass beim Home-Zahn-Bleaching etwa 25 % des Bleachinggels verschluckt wird, was gesundheitliche Folgen wie Schleimhautreizungen im Mund- und Rachenraum und im Magen verursachen kann. Im Normalfall dichten die Bleaching-Schienen sehr gut ab – obenstehende Schätzung geht von der typischen Überdosierung des Bleachinggels durch den Heimanwender aus. Im Rahmen des In-Office-Bleachings kann das Verschlucken durch kontinuierliches Absaugen des Speichels vermieden werden.
- Es gibt auch eine „positive“ Nebenwirkung: Patienten mit aufgehellten Zähnen zeigen vielfach ein größeres Interesse an ihren Zähnen, betreiben eine bessere Mundhygiene und gehen regelmäßiger zu Vorsorge-Untersuchungen und professionellen Zahnreinigungen zum Zahnarzt. Dies ist eine Folge des „höheren Wertes“, den sie nun in ihren schöneren Zähnen sehen und den sie erhalten möchten; dies fördert die generelle Zahngesundheit.

### Spezifische Nebenwirkungen bei Bleichmittel auf Wasserstoffperoxid-Basis
Bleichmittel auf Wasserstoffperoxid-Basis sind immer mit Reactive Oxygen Species (ROS) verbunden. Die freien Radikale diffundieren durch den Zahnschmelz und das Dentin und brechen die Farbmoleküle auf, wodurch die Zahnfarbe weißer wahrgenommen wird. Der Nachteil ist, dass diese Radikale bestimmte lokale schädliche Auswirkungen haben, wie z. B. Schmelzerosion, Veränderung der Mikrohärte der Zähne, Reizung des Zahnfleischs, Überempfindlichkeit nach dem Bleichen und Brennen. Weiter sind folgende Nebenwirkungen bekannt:
- Schon während der Behandlung kommt es oftmals zu einer sehr schmerzhaften Empfindlichkeit gegenüber dem Bleichmittel. Frisch behandelte Zähne können empfindlich gegen Süßes und Saures und temperaturempfindlich sein, was zum Teil sehr schmerzhaft sein kann. Diese Erscheinungen sind jedoch meist nur temporär und klingen in einigen Tagen nach der Behandlung ab.
- Die langfristigen Auswirkungen von Bleichmitteln mit höherer Konzentration (>6 % H2O2 oder Äquivalent) auf die Pulpa, das Dentin, den Zahnschmelz und das orale Weichgewebe sind noch nicht geklärt. Diese Bleichmittel sind potenziell schädlich und sollten mit Vorsicht nur in der zahnärztlichen Praxis angewendet werden.[7]
- Durch das Bleaching können den Zähnen Mineralien entzogen werden, was sowohl zu einer Demineralisierung als auch zum vorübergehenden Abbau der Protein-Pellikel (der Schutzschicht des Zahns) führen kann. Dieses kann zu mehr oder weniger überdeckenden weißen Flecken führen, was sich in der Regel in den Tagen nach der Behandlung wieder normalisiert. Die Remineralisation kann von speziellen Gels unterstützt werden.
- Durch das Bleaching kann die Zahnstruktur geschwächt werden. Beim internen Bleichen kann es zur Brüchigkeit des Zahnes sowie zu Wurzelresorptionen kommen.[1]

### Spezifische Nebenwirkungen bei Bleichmittel auf Peroxycarbonsäuren-Basis
Bleichmittel auf Basis von Peroxycarbonsäuren (PAP) können als wirksames Vehikel für die Zahnaufhellung gewählt werden. Dabei erwies sich PAP als nahezu unschädlich für den Zahnschmelz mit einem sicheren und zuverlässigen Bleicheffekt. Bei der klinischen Anwendung von PAP zur Zahnaufhellung finden ebenfalls Oxidationsreaktionen statt und die Farbmoleküle werden durch chemisch-physikalische Prozesse entfärbt. Die Reaktion findet jedoch ohne die Bildung von freien Radikalen statt. Das ist der große und entscheidende Unterschied, denn freie Radikale sind die Hauptursache für Zahnempfindlichkeit und Zahnfleischreizungen bei der Zahnaufhellung mit Bleichmitteln auf Basis von Wasserstoffperoxid.

## Dauerhaftigkeit der Zahnaufhellung
Für alle marktüblichen Methoden gilt: Die Aufhellung der Zähne hält nicht ewig, jedoch oft jahrelang. Die Dauerhaftigkeit des Ergebnisses ist wesentlich von der Qualität und Quantität der Mundhygiene, den individuellen Konsumgewohnheiten (insbesondere von Kaffee, Tabak und Tee) sowie von der Tatsache abhängig, ob regelmäßig eine professionelle Zahnreinigung durchgeführt wird und darauffolgend den Zahnschmelz härtende Mittel verwendet werden. Sobald die aufgehellten Zähne im Ganzen oder partiell merklich nachdunkeln, muss das Bleaching wiederholt werden, um eine erneute Aufhellung zu erzielen. Auffrischungsbehandlungen sind meist deutlich schonender als das initiale Bleaching, da aufgrund der vorgebleichten Zähne eine geringere Peroxid-Menge eingesetzt werden muss.
Neben dem „Office-Bleaching“ oder „Homebleaching“ sind Präparate im freien Handel (Apotheken, Drogerien und Supermärkte), die vom Patienten angewendet werden können, darunter Aufpinsellösungen, beschichtete Klebestreifen und vorgefertigte Schienen mit Pasten und Gelen. Diese Mittel sind von unterschiedlicher Qualität. Mitunter befinden sich darunter Mittel, die den Zähnen schaden können, nur zu einer unzureichenden oder ungleichmäßigen Aufhellung führen oder das Zahnfleisch reizen. Die Hauptproblematik der Selbstbehandlung liegt jedoch in der fehlenden vorherigen sachgerechten Diagnostik: Der Laie kann die Gründe von Verfärbungen nicht beurteilen, wodurch möglicherweise wichtige Vorbehandlungen (Kariesentfernung, Wurzelkanalbehandlung) unterbleiben und eventuelle unerwünschte Farbabweichungen resultieren.

## Kosten der Zahnaufhellung
Die Kosten für die Zahnaufhellung werden nicht von den Gesetzlichen Krankenversicherungen übernommen, da die Leistung das Wirtschaftlichkeitsgebot gemäß § 12 SGB V nicht erfüllt, wonach „Leistungen ausreichend, zweckmäßig und wirtschaftlich sein müssen; sie dürfen das Maß des Notwendigen nicht überschreiten. Leistungen, die nicht notwendig oder unwirtschaftlich sind, können Versicherte nicht beanspruchen, dürfen die Leistungserbringer nicht bewirken und die Krankenkassen nicht bewilligen“. Der Zahnarzt erstellt einen privaten Heil- und Kostenplan, aus dem die individuellen Kosten ersichtlich sind. Sie belaufen sich für beide Kiefer zwischen 300 und 600 Euro. Die Honorare für das Bleichen einzelner Zähne variieren zwischen 20 und 50 Euro pro Zahn.